# Elecciones municipales del Cuzco de 1983
Las elecciones municipales del Cusco de 1983 se llevaron a cabo el 13 de noviembre de 1983 para elegir al alcalde y al Concejo Provincial del Cusco para el periodo 1984-1986. La elección se celebró simultáneamente con elecciones municipales (provinciales y distritales) en todo el Perú.

## Sistema electoral
La Municipalidad Provincial del Cusco es el órgano administrativo y de gobierno de la provincia del Cusco. Está compuesta por el alcalde y el Concejo Provincial.
La votación del alcalde y el concejo se realiza en base al sufragio universal, que comprende a todos los ciudadanos nacionales mayores de dieciocho años, empadronados y residentes en la provincia del Cusco y en pleno goce de sus derechos políticos, así como a los ciudadanos no nacionales residentes y empadronados en la provincia del Cusco.
El Concejo Provincial del Cusco está compuesto por 19 regidores elegidos por sufragio directo para un período de tres (3) años, en forma conjunta con la elección del alcalde (quien lo preside). La votación es por lista cerrada y bloqueada. Se asigna a la lista ganadora los escaños según el método d'Hondt o la mitad más uno, lo que más le favorezca.

## Composición del Concejo Provincial del Cusco
La siguiente tabla muestra la composición del Concejo Provincial del Cusco antes de las elecciones.
| Partidos | Partidos                | Regidores |
| -------- | ----------------------- | --------- |
|          | Acción Popular          | 9         |
|          | Izquierda Unida         | 7         |
|          | Partido Aprista Peruano | 3         |

## Partidos y candidatos
A continuación se muestra una lista de los principales partidos y alianzas electorales que participaron en la elección:
| Candidatura | Candidatura | Partidos y alianzas | Líder | Líder                   | Ideología                                                  | Resultado previo | Resultado previo | Ref. |
| Candidatura | Candidatura | Partidos y alianzas | Líder | Líder                   | Ideología                                                  | Votos (%)        | Reg.             | Ref. |
| ----------- | ----------- | --- | ----- | ----------------------- | ---------------------------------------------------------- | ---------------- | ---------------- | ---- |
|             | AP          | Lista - Acción Popular (AP) |       | Jesús Lambarry Bracesco | Humanismo Nacionalismo cívico Reformismo                   | 43.99%           | 9                |      |
|             | IU          | Lista - Izquierda Unida (IU) – Unión de Izquierda Revolucionaria (UNIR) – Unidad Democrático Popular (UDP) – Partido Socialista Revolucionario (PSR) – Partido Comunista Revolucionario (PCR) – Partido Comunista Peruano (PCP) – Frente Obrero Campesino Estudiantil y Popular (FOCEP) |       | Daniel Estrada Pérez    | Marxismo-leninismo Mariateguismo Socialismo democrático    | 37.74%           | 7                |      |
|             | APRA        | Lista - Partido Aprista Peruano (APRA) |       | Teresa Flores de Paliza | Aprismo                                                    | 18.27%           | 3                |      |
|             | PPC         | Lista - Partido Popular Cristiano (PPC) |       | José Rueda Ochoa        | Democracia cristiana Conservadurismo Liberalismo económico | Nuevo            | Nuevo            |      |
|             | PDC         | Lista - Partido Demócrata Cristiano (PDC) |       | Randolfo Ance Castañeda | Democracia cristiana                                       | Nuevo            | Nuevo            |      |

## Resultados

### Sumario general
|                        |                                   |              |              |              |           |           |
| Partidos y coaliciones | Partidos y coaliciones            | Voto popular | Voto popular | Voto popular | Regidores | Regidores |
| Partidos y coaliciones | Partidos y coaliciones            | Votos        | %            | ±pp          | Total     | +/−       |
|                        | Izquierda Unida (IU)              | 25,147       | 46.86        | +9.12        | 11        | +4        |
|                        | Partido Aprista Peruano (APRA)    | 14,519       | 27.06        | +8.79        | 5         | +2        |
|                        | Acción Popular (AP)               | 10,867       | 20.25        | –23.74       | 3         | –6        |
|                        | Partido Popular Cristiano (PPC)   | 2,048        | 3.82         | Nuevo        | 0         | ±0        |
|                        | Partido Demócrata Cristiano (PDC) | 1,082        | 2.02         | Nuevo        | 0         | ±0        |
|                        |                                   |              |              |              |           |           |
| Total                  | Total                             | 53,663       |              |              | 19        | ±0        |
|                        |                                   |              |              |              |           |           |
| Votos válidos          | Votos válidos                     | 53,663       | 85.43        | –0.61        |           |           |
| Votos en blanco        | Votos en blanco                   | 2,445        | 3.89         | +0.30        |           |           |
| Votos nulos            | Votos nulos                       | 6,704        | 10.67        | +0.30        |           |           |
| Votos emitidos         | Votos emitidos                    | 62,812       | 77.46        | +7.74        |           |           |
| Abstenciones           | Abstenciones                      | 18,279       | 22.54        | –7.74        |           |           |
| Votantes registrados   | Votantes registrados              | 81,091       |              |              |           |           |
|                        |                                   |              |              |              |           |           |
| Fuente:                |                                   |              |              |              |           |           |

### Concejo Provincial del Cusco
| Cargo                        | Autoridad electa           | Partido político | Partido político        |
| ---------------------------- | -------------------------- | ---------------- | ----------------------- |
| Alcalde Provincial del Cusco | Daniel Estrada Pérez       |                  | Izquierda Unida         |
| Regidor Provincial del Cusco | Adolfo Saloma Gonzales     |                  | Izquierda Unida         |
| Regidor Provincial del Cusco | David Vega Centeno         |                  | Izquierda Unida         |
| Regidor Provincial del Cusco | Ricardo Bailón Holguín     |                  | Izquierda Unida         |
| Regidor Provincial del Cusco | Juan Fuentes Zambrano      |                  | Izquierda Unida         |
| Regidor Provincial del Cusco | Jaime Prada Sánchez        |                  | Izquierda Unida         |
| Regidor Provincial del Cusco | Antonio Guevara Ccosco     |                  | Izquierda Unida         |
| Regidor Provincial del Cusco | Francisco Mejía Esquivias  |                  | Izquierda Unida         |
| Regidor Provincial del Cusco | Pedro Challco Vizcarra     |                  | Izquierda Unida         |
| Regidor Provincial del Cusco | Carlos Gonzales Campana    |                  | Izquierda Unida         |
| Regidor Provincial del Cusco | Gorki Vivanco Carmona      |                  | Izquierda Unida         |
| Regidor Provincial del Cusco | Fernando Cervantes Ramírez |                  | Izquierda Unida         |
| Regidor Provincial del Cusco | Orestes Villafuerte Romero |                  | Partido Aprista Peruano |
| Regidor Provincial del Cusco | Abel Ramos Fanola          |                  | Partido Aprista Peruano |
| Regidor Provincial del Cusco | Julio Ochoa Rozas          |                  | Partido Aprista Peruano |
| Regidor Provincial del Cusco | Leonel Villafuerte Romero  |                  | Partido Aprista Peruano |
| Regidor Provincial del Cusco | Darwin Berrío Dueñas       |                  | Partido Aprista Peruano |
| Regidor Provincial del Cusco | Juan Paredes Tresierra     |                  | Acción Popular          |
| Regidor Provincial del Cusco | Jorge Muñiz Caparo         |                  | Acción Popular          |
| Regidor Provincial del Cusco | Miguel Milla Milla         |                  | Acción Popular          |

## Elecciones municipales distritales

### Sumario general
| Partidos y coaliciones | Partidos y coaliciones            | Voto popular | Voto popular | Voto popular | Alcaldías | Alcaldías |
| Partidos y coaliciones | Partidos y coaliciones            | Votos        | %            | ±pp          | Total     | +/−       |
| ---------------------- | --------------------------------- | ------------ | ------------ | ------------ | --------- | --------- |
|                        | Izquierda Unida (IU)              | 10,563       | 48.66        | +9.79        | 4         | +3        |
|                        | Partido Aprista Peruano (APRA)    | 5,035        | 23.20        | +9.86        | 0         | ±0        |
|                        | Acción Popular (AP)               | 3,900        | 17.97        | –26.29       | 2         | –3        |
|                        | Partido Popular Cristiano (PPC)   | 847          | 3.90         | Nuevo        | 1         | +1        |
|                        | Partido Demócrata Cristiano (PDC) | 546          | 2.52         | Nuevo        | 0         | ±0        |
|                        | Listas independientes distritales | 816          | 3.76         | n/a          | 0         | ±0        |
|                        |                                   |              |              |              |           |           |
| Total                  | Total                             | 21,707       |              |              | 7         | ±0        |
|                        |                                   |              |              |              |           |           |
| Votos válidos          | Votos válidos                     | 21,707       | 85.40        | +1.97        |           |           |
| Votos en blanco        | Votos en blanco                   | 1,250        | 4.92         | –0.85        |           |           |
| Votos nulos            | Votos nulos                       | 2,460        | 9.68         | –1.12        |           |           |
| Votos emitidos         | Votos emitidos                    | 25,417       | 81.55        | +12.29       |           |           |
| Abstenciones           | Abstenciones                      | 5,752        | 18.45        | –12.29       |           |           |
| Votantes registrados   | Votantes registrados              | 31,169       |              |              |           |           |
|                        |                                   |              |              |              |           |           |
| Fuente:                |                                   |              |              |              |           |           |

### Resultados por distrito
La siguiente tabla enumera el control de los distritos de la provincia del Cusco. El cambio de mando de una organización política se resalta del color de ese partido.
| Distrito      | Alcalde(sa) titular           | Partido político | Partido político | Alcalde(sa) electo(a)     | Partido político | Partido político          |
| ------------- | ----------------------------- | ---------------- | ---------------- | ------------------------- | ---------------- | ------------------------- |
| Ccorca        | Mariano Farfán Choque         |                  | Acción Popular   | Mariano Farfán Choque     |                  | Acción Popular            |
| Huanchac      | Ethel Felix Marroquín         |                  | Acción Popular   | Jorge Monzón Pesantes     |                  | Izquierda Unida           |
| Poroy         | Alberto del Risco Araujo      |                  | Acción Popular   | Zenón Farfán Cáceres      |                  | Partido Popular Cristiano |
| San Jerónimo  | Julio Chihuantito Atayupanqui |                  | Izquierda Unida  | Juan Atayupanqui Chamorro |                  | Izquierda Unida           |
| San Sebastián | Víctor Molina Quispe          |                  | Acción Popular   | Gloria Chara Pacheco      |                  | Izquierda Unida           |
| Santiago      | Héctor Suénaga Pinillos       |                  | Acción Popular   | Carlos Cuaresma Sánchez   |                  | Izquierda Unida           |
| Saylla        | Guido Kana Herencia           |                  | Acción Popular   | Enrique Chihuantito Ccana |                  | Acción Popular            |